# Olympische Sommerspiele 2020/Teilnehmer (Angola)
| Gelbes Symbol für Goldmedaillen mit stilisierten Olympischen Ringen | Graues Symbol für Silbermedaillen mit stilisierten Olympischen Ringen | Braundes Symbol für Bronzemedaillen mit stilisierten Olympischen Ringen |
| ------------------------------------------------------------------- | --------------------------------------------------------------------- | ----------------------------------------------------------------------- |
| —                                                                   | —                                                                     | —                                                                       |

Angola nahm an den Olympischen Spielen 2020 in Tokio mit 20 Sportlern in fünf Sportarten teil. Es war die insgesamt zehnte Teilnahme an Olympischen Sommerspielen.

## Teilnehmer nach Sportarten

### Handball
| Wettbewerb    | Frauen (Spiele/Tore) |
| ------------- | --- |
| Athleten      | Marília Quizelete (5/6) Juliana Machado (5/7) Helena Paulo (5/8) Natália Bernardo (5/16) Albertina Kassoma (5/24) Helena Sousa (5/1) Natália Fonseca (5/7) Teresa Almeida (5/0) Wuta Dombaxi (5/9) Stélvia Pascoal (5/1) Magda Cazanga (5/9) Liliana Venâncio (5/8) Azenaide Carlos (5/4) Isabel Guialo (5/30) |
| Trainer       | Filipe Cruz |
| Gruppenphase  | Montenegro (22:33) Norwegen (21:30) Niederlande (28:37) Japan (28:25) Südkorea (31:31) |
| Viertelfinale | ausgeschieden |
| Halbfinale    | ausgeschieden |
| Finale        | ausgeschieden |
| Platzierung   | 10. Platz |

### Judo
| Athleten            | Wettbewerb | 1. Runde        | 1. Runde | 2. Runde | 2. Runde | Achtelfinale  | Achtelfinale  | Viertelfinale | Viertelfinale | Halbfinale / Trostrunde | Halbfinale / Trostrunde | Finale / Platz 3 | Finale / Platz 3 | Rang |
| Athleten            | Wettbewerb | Gegner          | Ergebnis | Gegner   | Ergebnis | Gegner        | Ergebnis      | Gegner        | Ergebnis      | Gegner                  | Ergebnis                | Gegner           | Ergebnis         | Rang |
| ------------------- | ---------- | --------------- | -------- | -------- | -------- | ------------- | ------------- | ------------- | ------------- | ----------------------- | ----------------------- | ---------------- | ---------------- | ---- |
| Frauen              |            |                 |          |          |          |               |               |               |               |                         |                         |                  |                  |      |
| Diassonema Mucungui | bis 57 kg  | E. Liparteliani | 0:10     | —        | —        | ausgeschieden | ausgeschieden | ausgeschieden | ausgeschieden | ausgeschieden           | ausgeschieden           | ausgeschieden    | ausgeschieden    | 17   |

### Leichtathletik
Laufen und Gehen 
| Athleten     | Wettbewerb | Vorläufe | Vorläufe | Runde 1       | Runde 1       | Halbfinale    | Halbfinale    | Finale        | Finale        | Rang          |
| Athleten     | Wettbewerb | Zeit     | Rang     | Zeit          | Rang          | Zeit          | Rang          | Zeit          | Rang          | Rang          |
| ------------ | ---------- | -------- | -------- | ------------- | ------------- | ------------- | ------------- | ------------- | ------------- | ------------- |
| Männer       |            |          |          |               |               |               |               |               |               |               |
| Miguel Aveni | 100 m      | DSQ      | DSQ      | ausgeschieden | ausgeschieden | ausgeschieden | ausgeschieden | ausgeschieden | ausgeschieden | ausgeschieden |

### Schwimmen
| Athleten       | Wettbewerb          | Vorlauf | Vorlauf | Halbfinale    | Halbfinale    | Finale        | Finale        | Rang |
| Athleten       | Wettbewerb          | Zeit    | Rang    | Zeit          | Rang          | Zeit          | Rang          | Rang |
| -------------- | ------------------- | ------- | ------- | ------------- | ------------- | ------------- | ------------- | ---- |
| Frauen         |                     |         |         |               |               |               |               |      |
| Catarina Sousa | 100 m Freistil      | 59,35 s | 47      | ausgeschieden | ausgeschieden | ausgeschieden | ausgeschieden | 47   |
| Männer         |                     |         |         |               |               |               |               |      |
| Salvador Gordo | 100 m Schmetterling | 55,96   | 54      | ausgeschieden | ausgeschieden | ausgeschieden | ausgeschieden | 54   |

### Segeln
| Athleten                      | Wettbewerb | Qualifikation | Qualifikation | Medal Race    | Medal Race    | Punkte | Rang |
| Athleten                      | Wettbewerb | Punkte        | Rang          | Punkte        | Rang          | Punkte | Rang |
| ----------------------------- | ---------- | ------------- | ------------- | ------------- | ------------- | ------ | ---- |
| Männer                        |            |               |               |               |               |        |      |
| Paixão Afonso Matias Montinho | 470er      | 167           | 19            | ausgeschieden | ausgeschieden | 167    | 19   |